# Pierre des sorcières

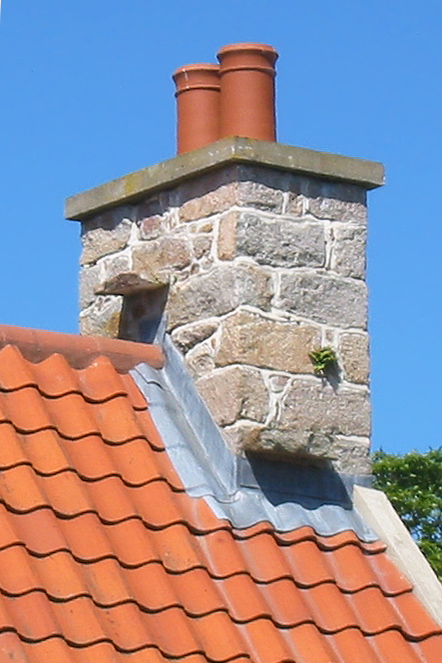
Pierres à sorcières d'une cheminée à Jersey.

La pierre des sorcières (en jersiais : Pièrre dé chorchièrs ; en anglais : Witches' stone) est une pierre plate qui dépasse volontairement de la souche des cheminées sur l'île Anglo-Normande de Jersey, afin de prévenir les méfaits des sorcières. Ces pierres font partie des coutumes et traditions folkloriques jersiaises.

## Histoire
L'architecture vernaculaire traditionnelle des cheminées de Jersey est en granite avec le placement d'une ou de plusieurs pierres en avancée de la souche, dite Pierre à sorcières, dépassant de beaucoup de cheminées de maisons anciennes. La véritable origine de cette caractéristique architecturale est de protéger les toits de chaume des infiltrations d'eau de pluie coulant sur les côtés de la cheminée. Lorsque le chaume a commencé à être généralement remplacés par les tuiles au XVIIIe siècle, et plus tard par des ardoises, les pierres des sorcières ont été laissés en saillie en évidence de la cheminée.
La coutume a repris cette tradition architecturale de Jersey, en la liant à la peur et à la sorcellerie suscitée par les sorcières dans la campagne. Selon la légende jersiaise, ces pierres permettraient aux sorcières de se reposer et de calmer leurs mauvaises humeurs sur les foyers des demeures et éloigner leurs sabbat. La force de la tradition permet de constater que dans un certain nombre de maisons nouvellement construites, dans le style vernaculaire jersiais, les pierres des sorcières sont encore présentes lors de la construction des cheminées.

## Galerie de photo

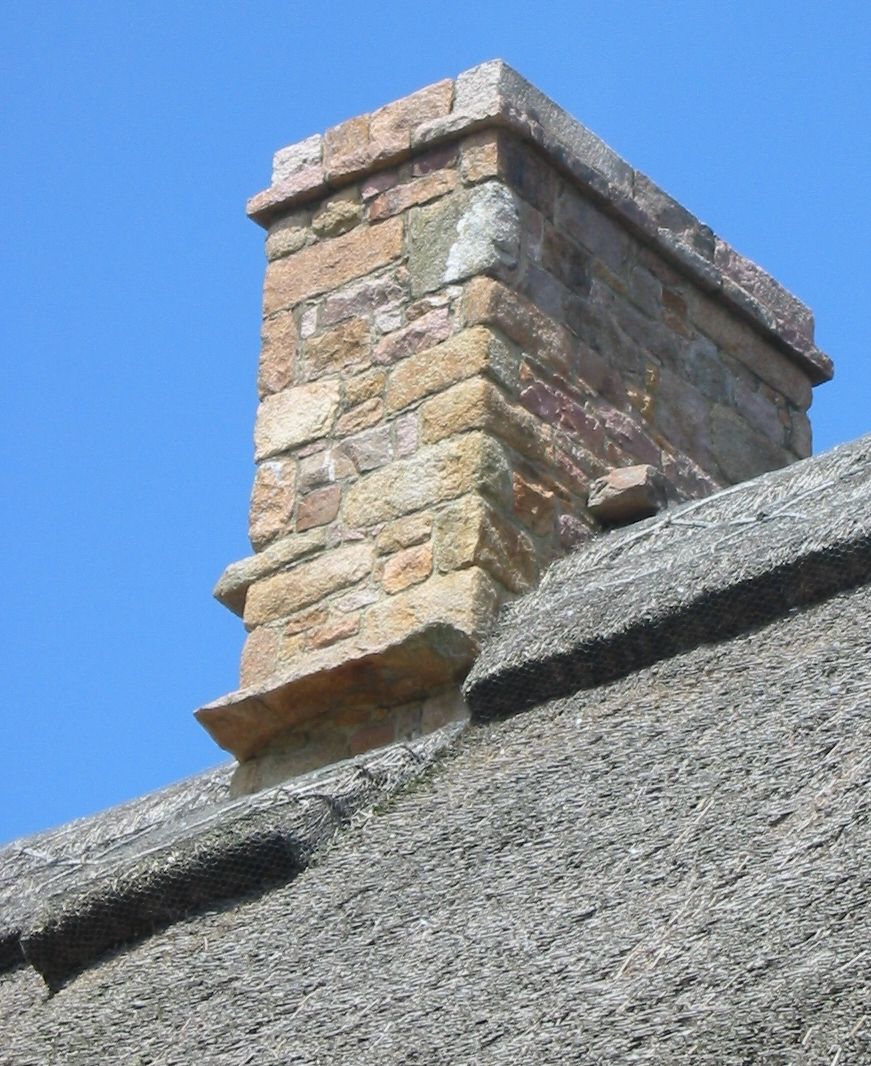
Pierres de sorcières sur toit de chaume.
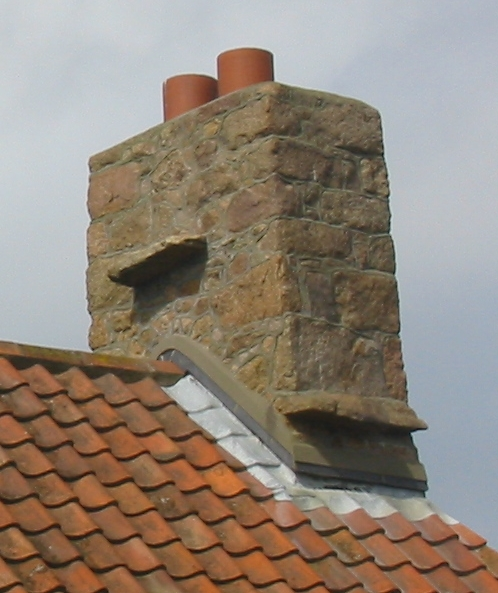
Pierres de sorcières sur toit de tuiles.
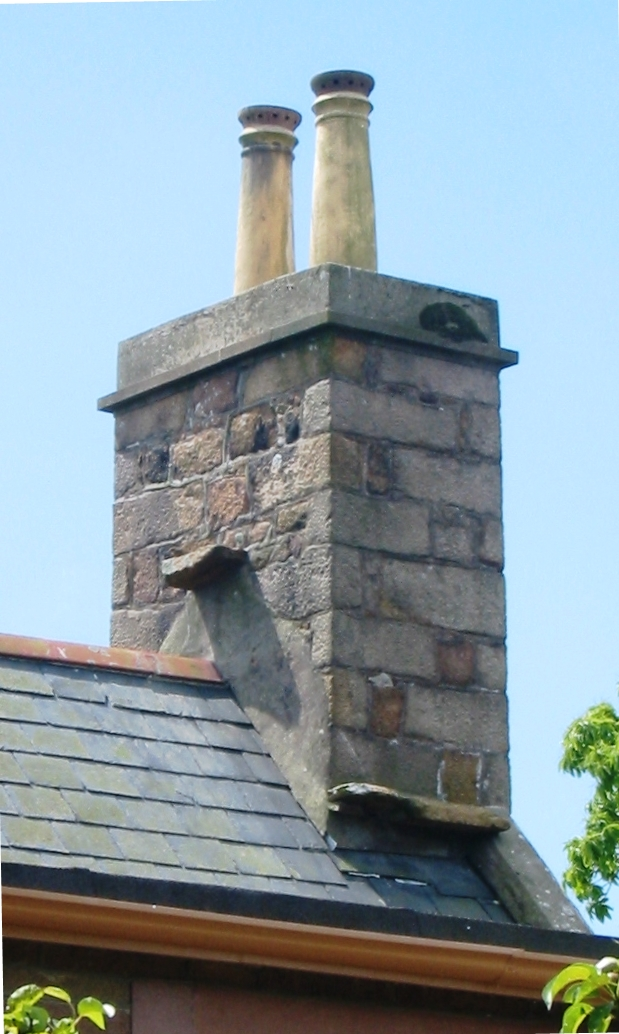
Pierres de sorcières sur toit d'ardoises.
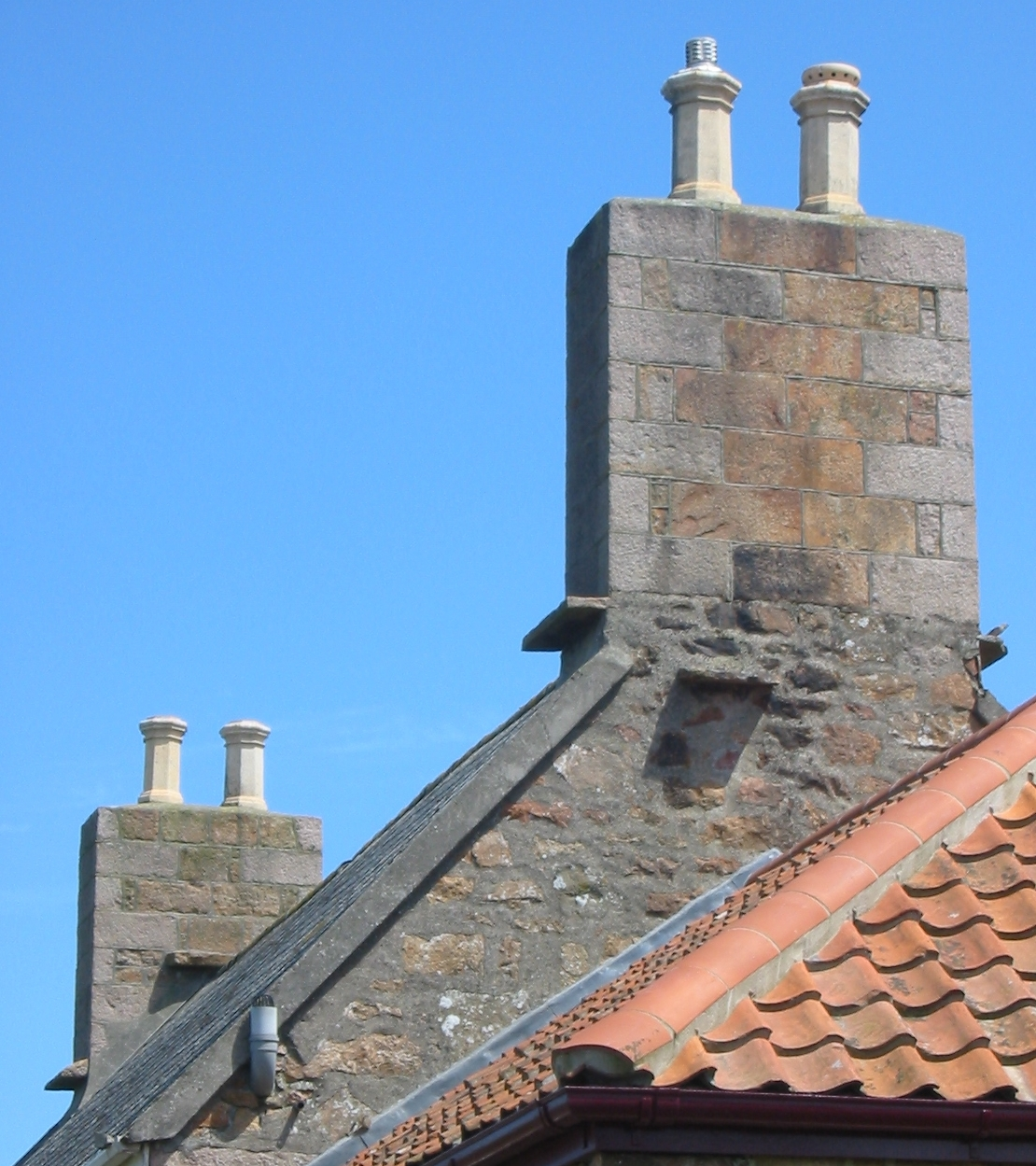
Pierre de sorcières sur mur pignon.

## Source
- Les pierres des sorcières à Jersey